# Брентонико
Брентонико (итал. Brentonico) — коммуна в Италии, располагается в регионе Трентино — Альто-Адидже, подчиняется административному центру Тренто.
Население составляет 3621 человек, плотность населения составляет 58 чел./км². Занимает площадь 62 км². Почтовый индекс — 38060. Телефонный код — 0464.
Покровителями коммуны почитаются святые апостолы Пётр и Павел. Праздник ежегодно проводится 29 июня.